# Rotterdammerbrug
De Rotterdammerbrug (brug 150) is een vaste brug op de grens van Amsterdam-Centrum en Amsterdam Oud-West.
De brug overspant de Singelgracht tussen de Marnixstraat en de Nassaukade. Aan de oostzijde komt de brug uit in het Eerste Marnixplantsoen, aangelegd op het voormalige Bolwerk Haarlem, een van de 17e-eeuwse Amsterdamse bastions.
De eerste brug was een boogbrug, afkomstig uit Rotterdam. Deze brug had jarenlang dienst gedaan als brug over de Koningshaven in Rotterdam. Zij werd in 1874 ontworpen door Christiaan Bonifacius van der Tak, directeur van de Rotterdamse Gemeentewerken, een gemeente instantie vergelijkbaar met de Amsterdamse Publieke Werken. In 1878 werd deze brug te koop aangeboden en de gemeente Amsterdam diende zich als koper aan. De prijs bedroeg om en nabij de 1500 gulden, waarbij nog 4000 gulden aan transportkosten opgeteld moest worden. In 1880 werd de brug overgebracht naar Amsterdam. Amsterdam had op drie plaatsen met spoed een brug nodig, twee over het Lozingskanaal (nabij het abattoir en naast de spoorbrug) en hier aan de Nassaukade, de brug kwam dus daar terecht. Deze brug werd anders dan de Utrechtsebrug, Leidsebrug en Schellingwouderbrug niet vernoemd naar de plaats van zij heen leidt, maar de plaats waar zij vandaan kwam.
De brug hing (te) laag over het water en dat leidde er in december 1949 toe dat de brug werd ontkoppeld en teruggevaren naar Rotterdam. Er kwam een nieuwe brug, maar ook dit was een tweedehandsje. De geplaatste brug had eerder dienst gedaan als brug 188 in de Hemweg. Daar werd in 1931 een parallelliggerbrug overbodig door de aanleg van de Minervahaven en de daaruit voortvloeiende verplaatsing van de Hemweg. In 1931 verscheen ook het "Voorlopig schema van verkeersverbeteringen in de binnenstad", een langdurig project in de Amsterdamse binnenstad om de verkeersstromen in de hand te houden. Zo kwam er in 1975 hier alweer een nieuwe brug. Deze was inderdaad nieuw en was ontworpen door Dirk Sterenberg, bruggenarchitect van de Publieke Werken Amsterdam. De betonnen brug met drie doorvaarten werd vergezeld van balustrades van de hand van Herman van der Heide. Opvallende kenmerken aan de brug zijn de balusters en pijlers, die doen denken aan de Amsterdamse Schoolstijl van de voorganger van Sterenberg, Piet Kramer. Ook het zitje nabij de brug wijst op Kramers invloed. Men schatte (vanuit 1931) in dat er veel verkeer zou komen, dus er kwam een brede brug, een beetje de handtekening van Sterenberg. Het verkeersinzicht wijzigde echter vlak daarna, waarna de brug als het ware droog kwam te staan. In de 21e eeuw werd alleen nog voet- en fietsverkeer toegestaan. De brug is daarna nog een keer flink gerenoveerd.
De brug gaat aan de noordwestzijde door middel van een keerwand over in de Kattenslootbrug. 

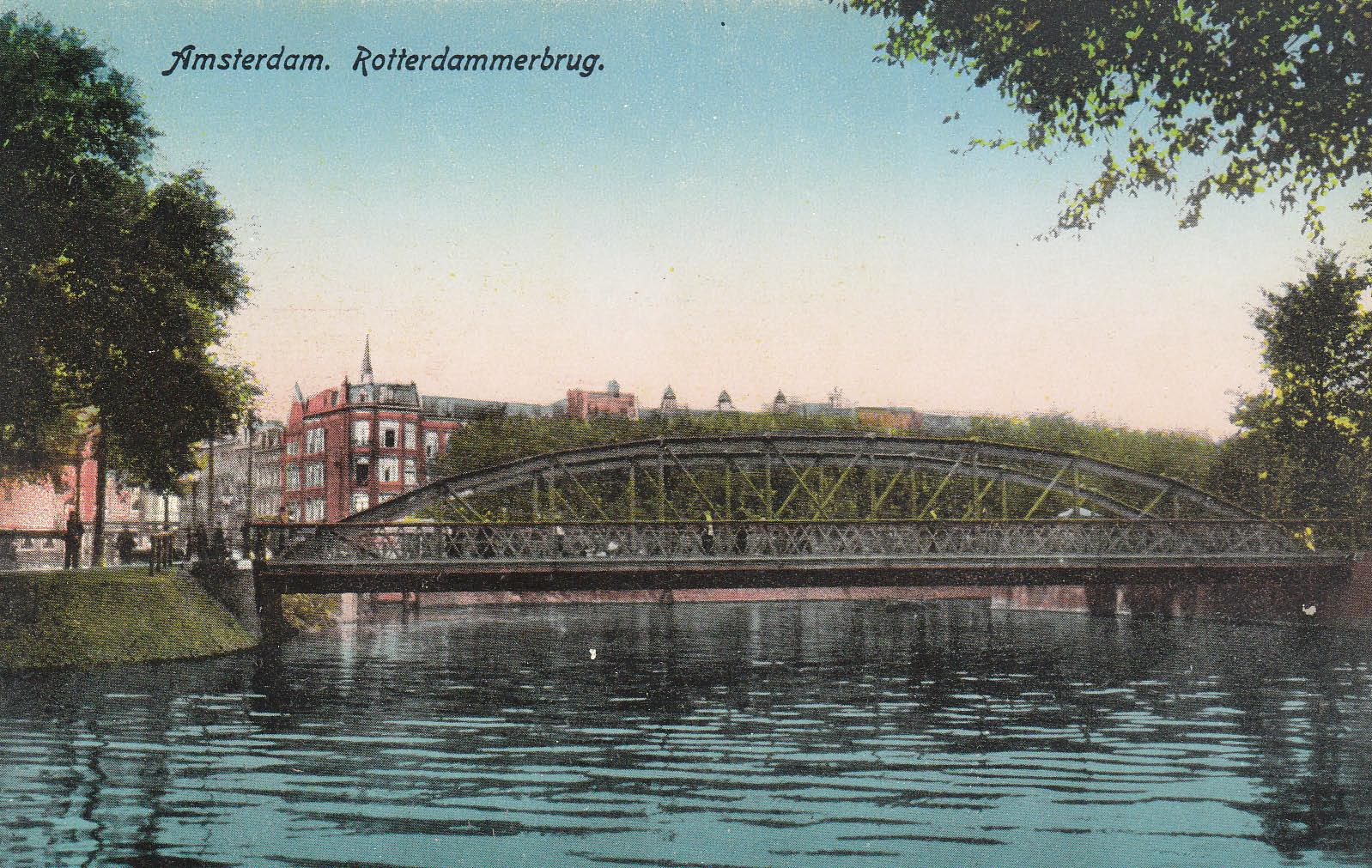
De eerste Rotterdammerbrug circa 1900

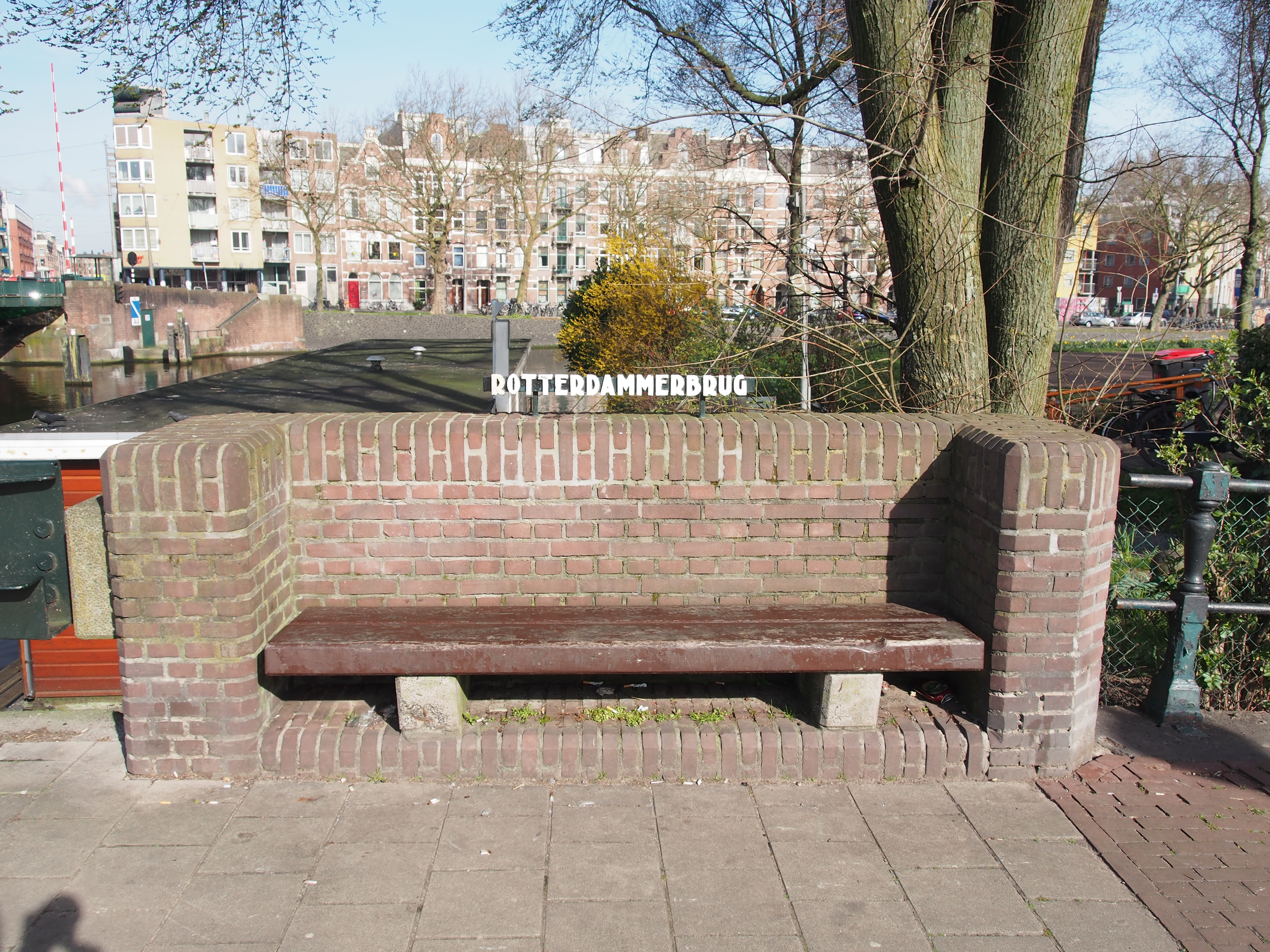
Het “Kramerzitje” in Amsterdamse Schoolstijl

<<< · 100 · 101 · 102 · 103 ·  105 · 106 · 107 · 108 · 109 ·  110 · 111 · 112 · 113 · 114 · 115 · 116 · 117 · 118 · 119 · 120 · 121 · 122 · 123 · 124 · 125 · 126 · 127 · 128 · 129 · 130 · 131 · 132 · 135 · 136 · 137 · 138 · 139 · 140 · 141 · 142 · 143 · 144 · 145 · 146 · 147 · 148 · 149 ·  150 · 151 · 152 · 155 · 156 · 159 · 160 · 161 · 162 · 163 · 164 · 165 · 166 · 167 · 168 · 169 ·  170 · 171 · 172 · 173 · 174 · 175 · 176 · 177 · 178 · 179 · 180 · 181 · 182 · 183 · 184 · 185 · 186 · 187 · 189 · 190 · 191 · 192 · 193 · 194 · 195 · 196 · 198 · 199 · >>>
Brugnummers 104, 133, 134, 153, 154, 157, 158, 188 en 197 zijn niet (meer) in gebruik.